# Al-barani
Al Barani es el nombre dado a uno de los dos grandes grupos de pueblos que forman los bereberes. El otro es el grupo de los al-butr. Su legendario antepasado común fue Butrus. Los eruditos piensan que el nombre significaría "los de los vestidos largos" (Burnous o albornoz).
El grupo al-Barani está formado por las tribus occidentales. El nombre de las diversas tribus se ha conservado pero el nombre del grupo ha desaparecido.